# Muralha púnica de Cartagena
A muralha púnica de Cartagena, também conhecida como a muralha púnica de Cartago (em fenício: Qart Hadasht; "cidade nova"), é um sítio arqueológico do século III a.C. situado na cidade de Cartagena, na região de Múrcia, Espanha. Nele é possível ver o primeiro muro de defesa e um dos poucos vestígios de construções defensivas púnicas que sobreviveram até a época contemporânea na Espanha. A obra de engenharia cartaginesa testemunhou um dos episódios mais importantes da Antiguidade no Mediterrâneo: a Segunda Guerra Púnica. 

## História
No ano 227 a. C., o general cartaginês Asdrúbal, o Belo fundou a cidade de Cartago (Qart Hadasht), em um primitivo assentamento ibérico chamado Mastia. A cidade situava-se numa península no meio de uma baía e tinha cinco colinas, duas das quais situadas à entrada do istmo, apresentando assim um ponto estratégico para a defesa militar. 
Durante o breve período do domínio púnico em Cartagena (227–209 a.C.) que se decidiu reforçar a capital dos Bárcidas na Península Ibérica com uma muralha que rodeava a povoação. A presença desta fortificação foi decisiva para impedir um assalto romano liderado pelos irmãos Cneo e Publius Cornelius Scipio em 216 a.C.
Porém, com a chegada do general Cipião, o Africano, as muralhas conseguiram conter o inimigo por pouco tempo. Os romanos sitiaram a praça por terra e mar e, aproveitando-se de sua superioridade numérica, evitaram os defensores posicionados nas muralhas e conquistaram Cartago após uma dura batalha, significando o início do fim do poder cartaginês no sul da Península Ibérica. 

## Arquitetura
A muralha foi construída segundo modelos helenísticos de fortificação, difundidos em todo o Mediterrâneo central. É composto por duas paredes paralelas construídas com grandes blocos de arenito que, em alguns pontos, chegam a mais de três metros de altura. 
A escavação do sítio arqueológico revelou uma série de espaços escavados diretamente no mesmo leito rochoso natural. Estas salas retangulares têm dimensões aproximadas de 2,5 metros de comprimento por 2 metros de largura. Os grandes cortes realizados na rocha aproveitam o desnível natural para estruturar gradualmente as várias salas, integrando-as no desnível do terreno existente na parte da encosta do Cerro de San José. Foi possível verificar, em alguns casos, que estes quartos foram concluídos com paredes de adobe caídas à sua volta e em avançado estado de degradação. Da mesma forma, foram encontrados vestígios de postes de madeira que possivelmente seriam os elementos que sustentariam uma cobertura de terra e uma estrutura vegetal. 
Uma linha dupla de parede foi encontrada no local, separada por quase seis metros entre os dois lados, orientada no sentido Norte-Sul. A primeira linha, que constitui a face externa da parede, tem atualmente 15 metros de comprimento, enquanto a segunda linha tem 30 metros de comprimento. Em ambos os casos, o tipo de trabalho utilizado na construção responde ao grande arcabouço quadrangular, opus quadratum, feito com blocos de arenito com dimensões entre 130-120 centímetros de comprimento por 60 centímetros de altura, e entre 70-80 centímetros de largura. Alguns pontos da linha externa tem até cinco fileiras de blocos com altura de quase 3,20 metros. 
O espaço entre as duas linhas é dividido por uma série de paredes perpendiculares, construídas com uma mistura de blocos e pedras (opus africanum) em uma série de salas quadradas. Pelo menos uma dessas paredes perpendiculares menores está ligada às linhas de parede por silhares em forma de T, cujas extremidades são comuns tanto à linha longitudinal quanto à transversal. 
As três salas dentro da muralha têm acesso viável de dentro da cidade através de portas cujas soleiras são preservadas. Cada um destes espaços internos subdivide-se em outros três, de modo que possuem acesso à sala central, que por sua vez se conecta internamente com outras duas, situadas à direita e à esquerda da mesma. Os acessos às três salas escavadas são equidistantes entre si. A funcionalidade dos espaços interiores da muralha estaria atrelada ao caráter estritamente defensivo da construção, abrigando no seu interior grupos de tropas necessários à sua defesa. 
A parte superior destes espaços era revestida por uma cobertura entre duas partes da muralha, solidamente suportada pelas paredes interiores e por grossas vigas de madeira, elemento que está presente na escavação. Este sistema de apoio permitiria dispor de um grande espaço ou plataforma, a um nível superior, a partir do qual a função defensiva poderia ser exercida com mais fluidez. 

## Localização
O núcleo urbano da cidade de Cartagena foi determinado pelo espaço natural entre cinco colinas: Monte San José (Aletes), Despeñaperros (Hephaistos), Monte Sacro (Kronos), Molinete (Arx Asdrubalis) e Monte Concepción (Asclepio). Essas colinas, por sua vez, unidas por trechos da muralha, dariam à cidade um aspecto de fortaleza inexpugnável. 
No norte, a cidade era rodeada pela linha de uma ria. Os limites desta lagoa são indicados pela existência de duas necrópoles situadas no continente: a necrópole de Torre Ciega, junto à estrada de Tarraco, e a necrópole de San Antón, na saída da Meseta Ibérica. No sul, a cidade é delimitada pela baía que constitui o porto natural (porto Nammatio, em Avieno). A enseada atingia as encostas do Mons Aesculapii (Parede do Mar) e, contornando o esporão do Governo Militar, continuava até a encosta norte de El Molinete. A área de escavação está localizada entre o Monte San José e o Monte Despeñaperros e ocupa uma área de aproximadamente 1 200 metros quadrados. 